# Internationaal Instituut voor Fysica en Chemie
1. Peter Debye
2. Irving Langmuir
3. Martin Knudsen
4. Auguste Piccard
5. Max Planck
6. William Lawrence Bragg
7. Émile Henriot
8. Paul Ehrenfest
9. Marie Curie
10. Hendrik Anthony Kramers
11. Edouard Herzen
12. Hendrik Lorentz
13. Théophile De Donder
14. Paul Dirac
15. Albert Einstein
16. Erwin Schrödinger
17. Arthur Compton
18. Jules-Émile Verschaffelt
19. Paul Langevin
20. Louis de Broglie
21. Charles-Eugène Guye
22. Wolfgang Pauli
23. Werner Heisenberg
24. Max Born
25. Charles Thomson Rees Wilson
26. Ralph Howard Fowler
27. Léon Brillouin
28. Niels Bohr
29. Owen Willans Richardson

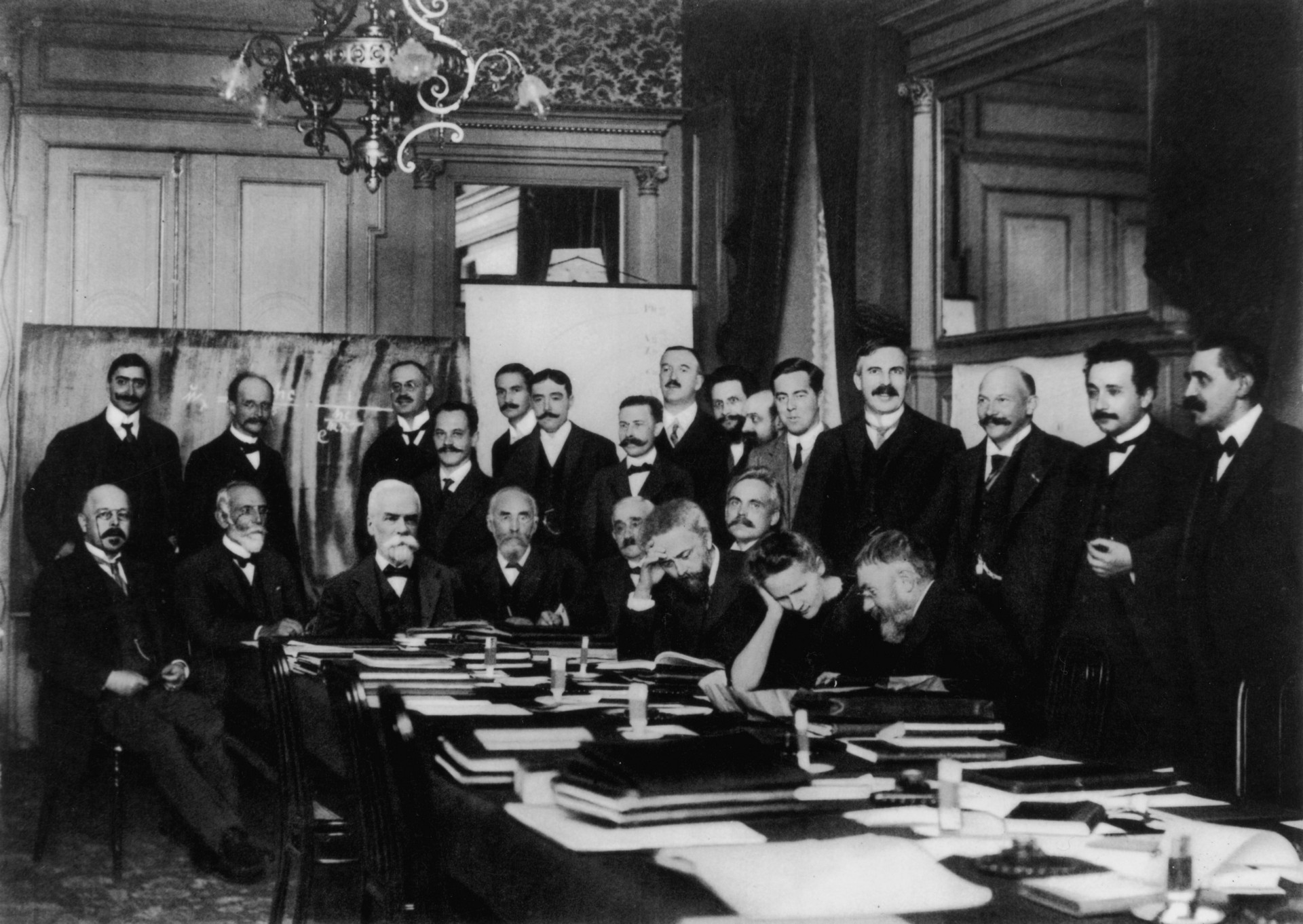
Eerste conferentie (1911). Staand (L-R): Robert Goldschmidt, Max Planck, Heinrich Rubens, Arnold Sommerfeld, Frederick Lindemann, Maurice de Broglie, Martin Knudsen, Friedrich Hasenöhrl, Georges Hostelet, Edouard Herzen, James Jeans, Ernest Rutherford, Heike Kamerlingh Onnes, Albert Einstein, en Paul Langevin.
Zittend (L-R): Walther Nernst, Marcel Brillouin, Ernest Solvay, Hendrik Lorentz, Emil Warburg, Jean Baptiste Perrin, Wilhelm Wien, Marie Curie, en Henri Poincaré.

Het Internationaal Instituut voor Fysica en Chemie (of Internationaal Solvay Instituut) werd in 1912 opgericht door Ernest Solvay in Brussel om meer inzicht te verkrijgen in de chemie en de fysica. Om dit doel te bereiken werden er conferenties over chemie en fysica georganiseerd.

## Geschiedenis
In 1911 organiseerde Solvay voor het eerst een conferentie over radioactiviteit en kwantummechanica. In 1912 stichtte Solvay het Internationaal Instituut voor Fysica en in 1913 volgde het Internationaal Instituut voor Chemie. Het doel was om het wetenschappelijk onderzoek te promoten. Men wilde dus meer kennis vergaren over fysica en chemie zonder daarbij andere gebieden van de wetenschap uit te sluiten. In 1970 smolten deze twee instituten samen tot het Internationaal Instituut voor Fysica en Chemie. Het instituut is gelegen in Brussel.

## Bijdragen aan de wetenschap
Het Solvay Instituut steunt de wetenschap door toelagen te verlenen aan Belgische wetenschappers, beurzen te geven aan bijzondere studenten, grote toelagen te verlenen aan buitengewone Belgische of buitenlandse wetenschappers, maar de belangrijkste bijdrage is de organisatie van de beroemde Solvay-conferenties. In totaal zijn er 23 bijeenkomsten geweest over fysica en 21 over chemie. Er worden ook tal van activiteiten georganiseerd zoals workshops, publieke lezingen en colloquia.

## Solvay-conferenties

### Algemeen
De Solvay-conferenties zijn meer dan waarschijnlijk de meest bekende conferenties van chemie en fysica ter wereld. Al vanaf het begin komen er de beroemdste wetenschappers naartoe. Zonder deze conferenties zou de wereld van vandaag er waarschijnlijk anders hebben uitgezien. De basis van het enorme succes is de organisatie. Een wetenschappelijk comité heeft de leiding over de keuze van het thema en de voorzitter. Je mag alleen aan de conferentie meedoen als je een uitnodiging hebt ontvangen. Buiten de genodigden die gekozen zijn door de voorzitter, mogen ook enkele Belgische wetenschappers die onderzoek voeren naar hetzelfde onderwerp als dat van de bijeenkomst, als toehoorders de conferentie bijwonen.

### Eerste conferentie
De eerste Solvay-conferentie werd in de herfst van 1911 gehouden. Het was de allereerste mondiale conferentie over fysica. Hiervoor nodigde Solvay de grootste chemici en fysici van die tijd uit. De bekendste aanwezigen waren: Marie Curie, Albert Einstein, Max Planck, Ernest Rutherford, en Maurice de Broglie. De 24 aanwezigen waren samen goed voor tien Nobelprijzen. De conferentie werd voorgezeten door Hendrik Antoon Lorentz.

### Vijfde conferentie

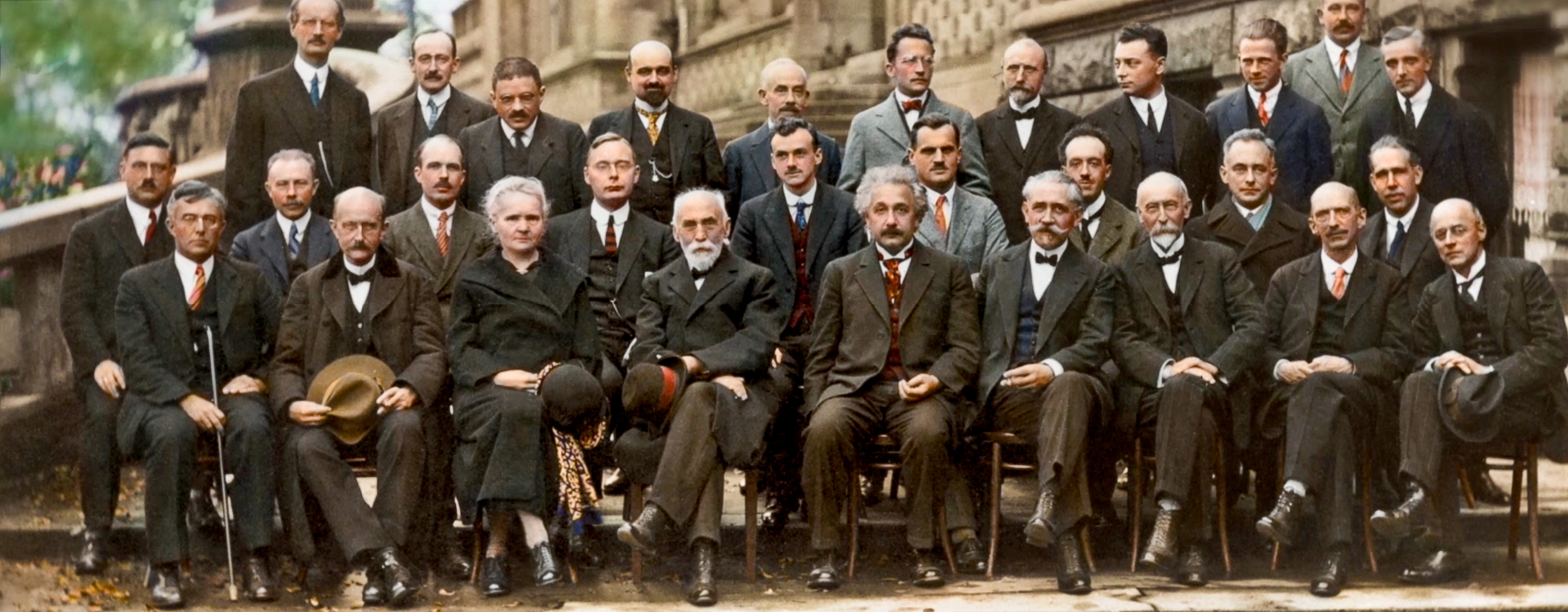
Vijfde conferentie (1927)

De meest beroemde conferentie was waarschijnlijk de vijfde, die in oktober 1927, vijf jaar na de dood van Solvay, heeft plaatsgevonden. Het onderwerp was elektronen en fotonen. Er werd vooral gediscussieerd over de nieuwe kwantumtheorie. Einstein en Bohr discussieerden over de implicaties van het onzekerheidsprincipe van Heisenberg, waarover ze al gecorrespondeerd hadden ("God dobbelt niet"). Een andere indicatie van het niveau van deze Solvay-conferentie is dat 17 van de 29 aanwezigen ooit een Nobelprijs hebben gekregen.

## Voorzitters

### Fysica
1911-1928: Hendrik Lorentz
1928-1946: Paul Langevin
1946-1962: Lawrence Bragg
1962-1967: Robert Oppenheimer
1967-1968: Christian Møller
1969-1980: Edoardo Amaldi
1980-1990: Léon Van Hove
1992-2006: Herbert Walther
2006-present: David Gross

### Chemie
1922-1939: William Pope
1945-1958: Paul Karrer
1958-1988: Alfred Ubbelohde
1989-2011: Stuart Rice
2011-2022: Kurt Wüthrich
2022-heden: Ben Feringa

### Biologie
2024-heden: Thomas Lecuit